# Đảo nợ
Đảo nợ (Refinancing)  là việc thực hiện huy động vốn vay mới để trả trước một phần hoặc toàn bộ khoản nợ cũ hay gọi gọn là việc vay mới để trả nợ cũ. Đây là việc thay thế một nghĩa vụ nợ hiện có bằng một nghĩa vụ nợ khác theo các điều khoản khác nhau. Các điều khoản và điều kiện tái cấp vốn có thể khác nhau tùy theo quốc gia, tỉnh hoặc bang, dựa trên một số yếu tố kinh tế như rủi ro vốn có, rủi ro dự kiến, ổn định chính trị của quốc gia, ổn định tiền tệ, quy định ngân hàng, mức độ tín nhiệm (khả tín) của người đi vay và xếp hạng chỉ số tín dụng của một quốc gia. Nếu việc này diễn ra trong tình trạng kiệt quệ tài chính thì có thể được gọi là cơ cấu lại nợ. Một khoản vay (nợ) có thể được tái cấp vốn vì nhiều lý do:
- Để tận dụng mức lãi suất tốt hơn (khoản thanh toán hàng tháng giảm hoặc thời hạn giảm dần) hoặc trong điều kiện ngân hàng đưa ra mức lãi suất ưu đãi mới.
- Hợp nhất (các) khoản nợ khác thành một khoản vay (kỳ hạn dài hơn/ngắn hơn tiềm năng tùy thuộc vào chênh lệch lãi suất và phí)
- Nhằm làm giảm số tiền trả nợ hàng tháng (thường trong thời gian dài hơn, phụ thuộc vào chênh lệch lãi suất và phí)
- Để giảm thiểu hoặc thay đổi rủi ro (ví dụ: chuyển từ một khoản vay lãi suất thay đổi/thả nổi sang một khoản vay có lãi suất cố định)
- Để xả tiền mặt (thường trong thời gian dài hơn, phụ thuộc vào chênh lệch lãi suất và phí).

Đảo nợ là cách chuyển một khoản vay cũ tại ngân hàng đã đến hạn trả nợ nhưng chưa có tiền trả của một cá nhân hoặc doanh nghiệp thành một khoản vay mới mà khoản vay mới này vay tại chính ngân hàng này hoặc từ ngân hàng khác, còn đối với ngân hàng thì đây là thủ thuật ngân hàng yêu cầu khách hàng tìm cách trả hết khoản nợ cũ, sau đó vay lại khoản mới, thực chất là tiếp tục khoản nợ cũ để xử lý nợ xấu tồn đọng. Rủi ro đảo nợ, tái cấp vốn trong ngân hàng và tài chính đó chính là khả năng người đi vay không thể đảo nợ (mất khả năng đảo nợ) bằng cách đi vay để trả nợ hiện có. Nhiều loại cho vay thương mại kết hợp thanh toán bong bóng (balloon payment) vào thời điểm đáo hạn cuối cùng. Rủi ro do biến động thị trường tài chính ảnh hưởng đến việc huy động vốn dẫn đến phải đảo nợ với chi phí cao hoặc mất khả năng đảo nợ

## Quy định
Ở Việt Nam có quy định tổ chức tín dụng không được cho vay đối với các nhu cầu vốn gồm vay để trả nợ khoản nợ vay/trả nợ khoản cấp tín dụng tại chính tổ chức tín dụng cho vay, trừ trường hợp cho vay để thanh toán lãi tiền vay phát sinh trong quá trình thi công xây dựng công trình/tổng mức đầu tư xây dựng, mà chi phí lãi tiền vay được tính trong dự toán xây dựng công trình được cấp có thẩm quyền phê duyệt theo quy định của pháp luật. Và để trả nợ khoản nợ vay tại tổ chức tín dụng khác/trả nợ khoản cấp tín dụng tại tổ chức tín dụng khác, và trả nợ khoản vay nước ngoài, trừ trường hợp cho vay để trả nợ trước hạn khoản vay đáp ứng đầy đủ các điều kiện là khoản vay phục vụ hoạt động kinh doanh, thời hạn cho vay không vượt quá thời hạn cho vay còn lại của khoản vay cũ và là khoản vay chưa thực hiện cơ cấu lại thời hạn trả nợ.

## Thực tiễn
Ở Việt Nam, thủ thuật đảo nợ được xem là diễn ra từ các cấp độ cho đến xã hội đen. Theo BBC tiếng Việt đưa tin thì vào năm 2015, Chính phủ Việt Nam đề xuất phương án phát hành trái phiếu quốc tế khoảng 3 tỷ USD để giải quyết hàng loạt khó khăn trong nước, đây được xem là việc đề xuất vay quốc tế 3 tỷ USD để đảo nợ dù Luật Ngân sách không cho phép phát hành trái phiếu quốc tế để đảo nợ. Chính phủ đã đề nghị phát hành trái phiếu quốc tế, tất cả đều giành cho đảo nợ, nhược bằng không thì tình hình sẽ hết sức khó khăn nên Chính phủ mạnh dạn trình Quốc hội Việt Nam cho phép trong giai đoạn 2015-2016 được phát hành trái phiếu quốc tế để tái cơ cấu nợ trong nước mà tại thời điểm cuối năm 2014 thì nợ công của Việt Nam tăng lên hơn 2,36 triệu tỷ đồng tương ứng với 59,6% GDP.
Trên phương diện xã hội, thì hiện tượng đảo nợ được tranh luận khá nhiều trên các phương tiện thông tin đại chúng, rủi ro là thực tế nếu đảo nợ chỉ diễn ra qua ba vòng thì cũng đã vượt ra ngoài tầm kiểm soát của ngân hàng, có nhiều phát hành trái phiếu đợt sau với lãi suất cao để trả nợ ngân hàng hay đảo nợ cho số lượng trái phiếu đã phát hành trước đó mà cần quản lý hoạt động phát hành trái phiếu riêng lẻ để không dẫn đến tình trạng đảo nợ xảy ra, có tình trạng để được vay lại vốn nhanh nhất, nhiều ngân hàng hướng dẫn doanh nghiệp đi vay tiền chợ đen để trả nợ, sau đó ngân hàng mới làm thủ tục vay lại nên việc tái cơ cấu nợ bị biến tướng thành hình thức đảo nợ và đã tiếp tay cho vay nặng lãi hoạt động. Ngoài ra, còn bùng nổ dịch vụ đảo nợ thẻ tín dụng là các công ty dịch vụ sẽ nạp tiền vào tài khoản của chủ thẻ để ngân hàng tính toán và cắt nợ. 